# Timanthes
Timanthes var en grekisk målare, sannolikt född på ön Kythnos som levde under 400-talet f.Kr.
Timanthes räknas till den joniska skolan, som blomstrade från Peloponnesiska kriget till Alexander den stores tid. Han sammanfördes där med Zeuxis och Parrhasios, men ansågs leda över till den doriska skolan i Sikyon där han troligen levde senare.
I en tävling på Samos vann Timanthes över Parrhasios med en målning som framställde Ajas stridande med Odysseus om Akilles vapen. Hans mest prisade verk var Ifigeneias offrande, beundrat för framställningen av stegringen i smärtan hos de kringstående männen. Timanthes komposition återkom senare på en altarrelief i Florens.